# Notholaena ekmanii
Notholaena ekmanii är en kantbräkenväxtart som beskrevs av William Ralph Maxon. Notholaena ekmanii ingår i släktet Notholaena och familjen Pteridaceae. Inga underarter finns listade.